# Copa das Nações da OFC de Futebol Feminino
A Copa das Nações da OFC de Futebol Feminino (também conhecido como Copa da Oceania,Campeonato da Oceania  e Copa das Nações Feminina) é uma competição de futebol feminino organizada pela Confederação de Futebol da Oceania (OFC). É a versão para as mulheres da Copa das Nações da OFC.

## Edições
| 1983 Detalhes | Nova Caledônia   | Nova Zelândia    | 3 – 2 (pro)       | Austrália        | Nova Caledônia   |                         | Fiji            |
| 1986 Detalhes | Nova Zelândia    | Taipé Chinês     | 4 – 1             | Austrália        | Nova Zelândia    | 0 – 0 (pro) 3 – 1 (pen) | Nova Zelândia B |
| 1989 Detalhes | Austrália        | Taipé Chinês     | 1 – 0             | Nova Zelândia    | Austrália        |                         | Austrália B     |
| 1991 Detalhes | Austrália        | Nova Zelândia    | (pontos corridos) | Austrália        | Papua-Nova Guiné |                         |                 |
| 1995 Detalhes | Papua-Nova Guiné | Austrália        | (pontos corridos) | Nova Zelândia    | Papua-Nova Guiné |                         |                 |
| 1998 Detalhes | Nova Zelândia    | Austrália        | 3 – 1             | Nova Zelândia    | Papua-Nova Guiné | 7 – 1                   | Fiji            |
| 2003 Detalhes | Austrália        | Austrália        | (pontos corridos) | Nova Zelândia    | Papua-Nova Guiné | (pontos corridos)       | Samoa           |
| 2007 Detalhes | Papua-Nova Guiné | Nova Zelândia    | (pontos corridos) | Papua-Nova Guiné | Tonga            | (pontos corridos)       | Ilhas Salomão   |
| 2010 Detalhes | Nova Zelândia    | Nova Zelândia    | 11 – 0            | Papua-Nova Guiné | Ilhas Cook       | 2 – 0                   | Ilhas Salomão   |
| 2014 Detalhes | Papua-Nova Guiné | Nova Zelândia    | (pontos corridos) | Papua-Nova Guiné | Ilhas Cook       | (pontos corridos)       | Tonga           |
| 2018 Detalhes | Nova Caledônia   | Nova Zelândia    | 8 – 0             | Fiji             | Papua-Nova Guiné | 7 – 1                   | Nova Caledônia  |
| 2022 Detalhes | Fiji             | Papua-Nova Guiné | 2 – 1             | Fiji             | Ilhas Salomão    | 1 – 1 (pro) 6 – 5 (pen) | Samoa           |

## Resultados
| Seleção          | Títulos                                | Vice-campeonatos           | Terceira colocação               |
| ---------------- | -------------------------------------- | -------------------------- | -------------------------------- |
| Nova Zelândia    | 6 (1983, 1991, 2007, 2010, 2014, 2018) | 4 (1989, 1995, 1998, 2003) | 1 (1986)                         |
| Austrália        | 3 (1995, 1998, 2003)                   | 3 (1983, 1986, 1991)       | 1 (1989)                         |
| Taipé Chinês     | 2 (1986, 1989)                         | –                          | –                                |
| Papua-Nova Guiné | 1 (2022)                               | 3 (2007, 2010, 2014)       | 5 (1991, 1995, 1998, 2003, 2018) |
| Fiji             | –                                      | 2 (2018, 2022)             | –                                |
| Ilhas Cook       | –                                      | –                          | 2 (2010, 2014)                   |
| Ilhas Salomão    | –                                      | –                          | 1 (2022)                         |
| Nova Caledônia   | –                                      | –                          | 1 (1983)                         |
| Tonga            | –                                      | –                          | 1 (2007)                         |